# خليج تونكين

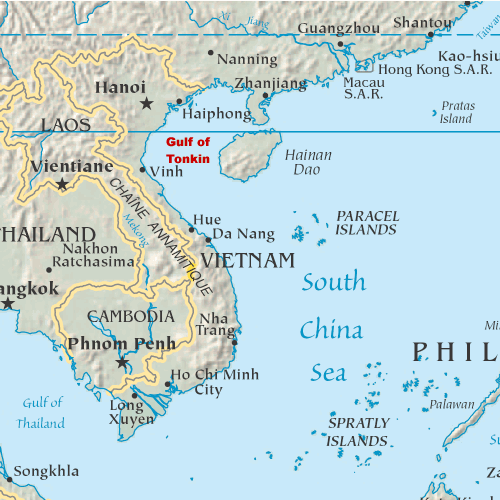
خليج تونكين

خليج تونكين (بالفيتنامية: Vịnh Bắc Bộ) هو خليج واقع بين الصين وفيتنام، مساحته تقارب 480 × 240 كلم. يعرف الخليج بضحالته حيث أن عمقه أقل من 60 متر، ويقع في شمال غرب بحر جنوب الصين. المرفأن الرئيسيان المطلان على هذا الخليج هما بيهاي في الصين، وهايفونغ في فيتنام. تقع جزيرة هاينان الصينية في الخليج. كما تقع فيه جزر صغيرة أخرى مثل جزيرة ويجو. يتدفق النهر الأحمر في خليج تونكين. الاسم «تونكين» (東京 بالصينية، وĐông Kinh بالفيتنامية) يعني «العاصمة الشرقية».